# Helianthemum scoparium
Helianthemum scoparium là một loài thực vật có hoa trong họ Nham mân khôi. Loài này được Nutt. ex Torr. & A. Gray mô tả khoa học đầu tiên năm 1838.